# Insurrextion 2000
Insurrextion 2000 è stata la prima edizione dell'omonimo pay-per-view, prodotto dalla World Wrestling Federation. L'evento si è svolto il 6 maggio 2000 all'Earls Court Exhibition Centre di Londra.

## Risultati
| # | Incontri                                                                                                  | Stipulazioni                                    | Durata |
| - | --- | ----------------------------------------------- | ------ |
| 1 | Too Cool (Grand Master Sexay e Scotty 2 Hotty) hanno sconfitto The Radicalz (Dean Malenko e Perry Saturn) | Tag team match                                  | 07:00  |
| 2 | Kane (con Paul Bearer) ha sconfitto Bull Buchanan                                                         | Singles match                                   | 03:31  |
| 3 | Road Dogg (con Tori) ha sconfitto Bradshaw                                                                | Singles match                                   | 05:58  |
| 4 | The Kat (con Mae Young) ha sconfitto Terri Runnels (con The Fabulous Moolah)                              | Arm Wrestling match                             | 00:34  |
| 5 | Kurt Angle ha sconfitto Chris Benoit                                                                      | Singles match                                   | 06:04  |
| 6 | The British Bulldog ha sconfitto Crash Holly (c)                                                          | Hardcore match per il WWF Hardcore Championship | 03:37  |
| 7 | The Hardy Boyz (Matt e Jeff Hardy) hanno sconfitto Edge e Christian (c) per squalifica                    | Tag team match per il WWF Tag Team Championship | 12:53  |
| 8 | Eddie Guerrero (c) (con Chyna) ha sconfitto Chris Jericho                                                 | Singles match per il WWF European Championship  | 12:56  |
| 9 | The Rock (c) ha sconfitto Triple H (con Stephanie McMahon-Helmsley) e Shane McMahon (con Mr. McMahon)     | Triple threat match per il WWF Championship     | 15:3   |